# Утенски округ
Утенски округ (лет. Utenos apskritis) је округ на истоку републике Литваније. Управно средиште округа је истоимени град. Округ већим делом припада литванској историјској покрајини Аукштајтији.
Површина округа је 7.201 km², а број становника у 2008. је био 172.580.

## Положај
Утенски округ је округ у унутрашњости Литваније. То је и погранични округ према Белорусији на истоку и Летонији на североистоку. На северу и западу округ се граничи са округом Паневежис, а на југу са округом Вилњус.

## Општине
- Аникшчај
- Висагинас
- Зарасај
- Игналина
- Молетај
- Утена